# کربغا

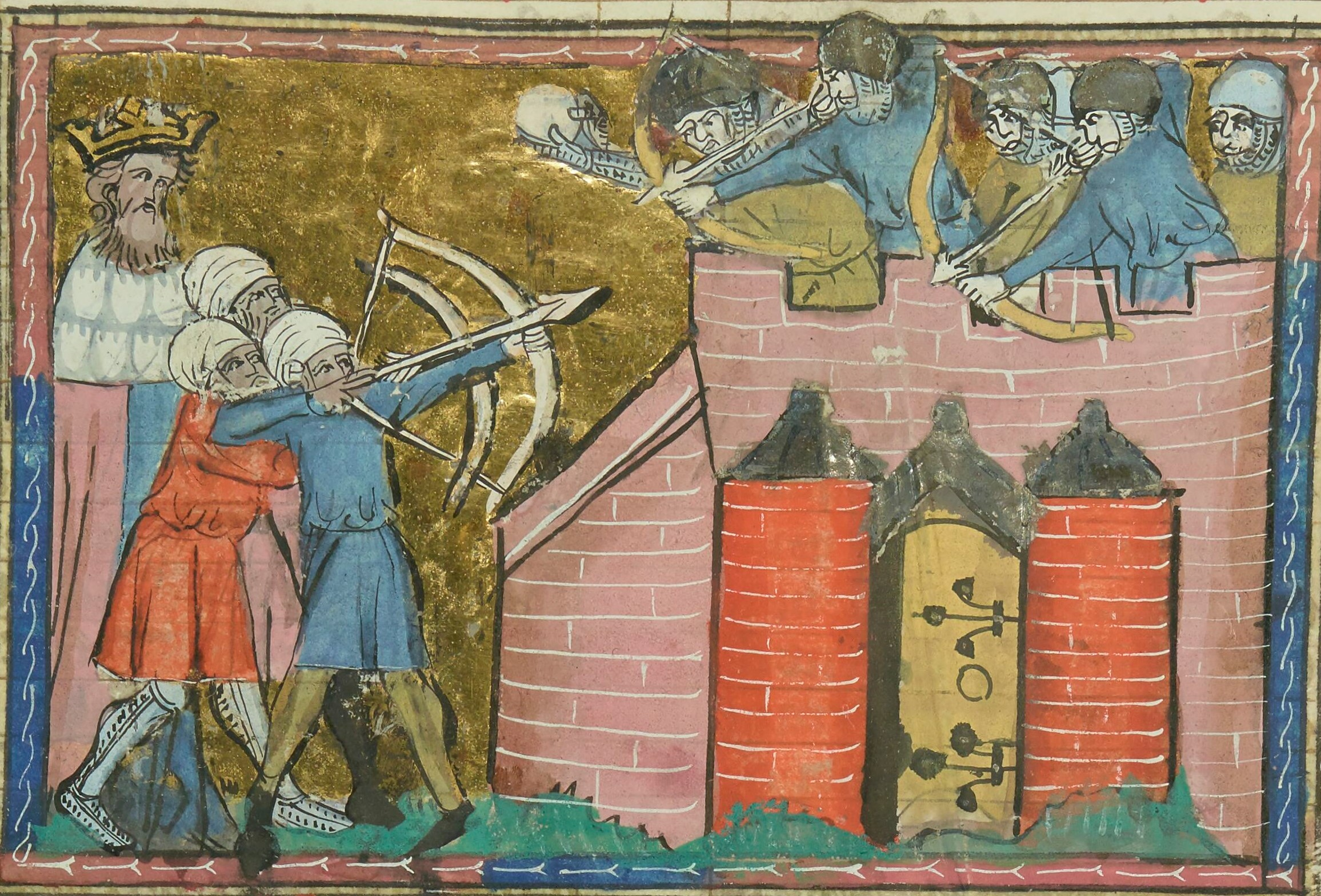
کربغا در سال ۱۰۹۸ میلادی، انطاکیه را محاصره کرد

کِربُغا (ترکی: Kürboğa) سردار ترک و اتابک موصل بود که در طول جنگهای صلیبی اول به عنوان مبارزی مشهور و شناخته شد.
این فرمانده ترک موفقیت خود را مدیون استعداد نظامی خود بود. در سال ۱۰۹۸ زمانی که شنید صلیبیون انطاکیه را محاصره نموده‌اند، نیروهای نظامی خود را جمع‌آوری کردن و برای نجات انطاکیه حمله کرد.  کربغا در حدود ۵ ژوئن به انطاکیه رسید، شهر از ۳ ژوئن در اختیار صلیبیون بود. آنها قبل از آمدن کربغا قادر به تهیه آذوقه شهر نبودند و با محاصره صلیبیون در این شهر، آنها را به مخمصه انداخت.
در طول محاصره، پیتر مشهور به گوشه‌گیر به عنوان ایلچی توسط شاهزادگان مسیحی در این شهر به حضور کربغا فرستاده شد. وی به کربغا پیشنهاد نمود که طرفین حل و فصل همه اختلافات را توسط دوئل انجام دهند. کربغا که موقعیت خود را کاملاً امن احساس می‌کرد، این پیشنهاد را قبول نکرد.
در طی محاصره، در داخل شهر، پیتر بارتالمو ادعا می‌کرد نیزه مقدس را توسط وحی پیدا کرده است؛ این کشف انرژی دوباره‌ای در قشون مسیحی ایجاد نمود. در همان زمان، اختلافات و اصطکاک و مبارزات داخلی در داخل ارتش اتابک افتاد. ارتش توانای کربغا در واقع از سربازان مستقر در بغداد و ایران، فلسطین و دمشق ساخته شده بود و نزاع داخلی میان امیران مقدم بر هر گونه وحدت در مقابل صلیبیون قرار گرفت. تنها چیزی که بیت متحدان او مشترک بود هدف واقعی کربغا برای فتح تمام زمین‌های آنها بود. اگر انطاکیه به دست کربغا می‌افتاد، او آسیب ناپذیر می‌شد.
در ۲۸ ژوئن، زمانی که بوهموند (Bohemond) رهبر ارتش مسیحی تصمیم به حمله گرفت، امیران کربغا تصمیم گرفتند که او را خوار نمایند و  او را در لحظه‌ای بحرانی رها کردند، طبق اطلاعات دریافت شده ارتش مسیحی ضعیف و آشفته بود اما کربغا خود را مواجه با نیروی مسیحی متحد یافت. تصمیم کربغا در تقسیم نیروهای خود بیهوده و بی اثر بود. او در نهایت مجبور به عقب‌نشینی شد و به موصل برگشت.